# Boom Gaspar
Kenneth "Boom" Gaspar, född 1953 i Waimanalo, Hawaii, är en amerikansk musiker. Han är sedan 2002 inofficiell medlem i det amerikanska rockbandet Pearl Jam och har turnerat med gruppen sedan dess. Gaspar spelar keyboard och hammondorgel och har medverkat på albumen Riot Act (2002) och Pearl Jam (2006). Han introducerades till bandet efter att ha träffat Eddie Vedder när denna var på Hawaii för att surfa.